# Palácio do Casamento
O Palácio do Casamento (em turcomeno:  Bagt köşgi) é um edifício de registro civil em Asgabade, capital do Turquemenistão. Foi construído pela empresa turca Polimeks em 2011, encomendado pelo governo do Turquemenistão.

## Descrição
O edifício de onze andares ocupa uma área de mais de 38.000 m². É uma estrutura de três camadas, sendo que cada lado tem a forma de uma estrela de oito pontas. Um cubo se ergue sobre grandes colunas formando seu palco superior, incorporando uma bola com um diâmetro de 32 metros - um planeta Terra simbólico com a imagem do Turquemenistão, a "Estrela de Oguzkhan". Quatro entradas para o edifício simbolizam as quatro direções cardeais.
O interior do palácio é feito em estilo turcomeno. O centro tem seis salas para registro de casamento. Três são salões para eventos, dois dos quais com espaço para 500 pessoas e um com capacidade para 1000. No nono andar do Palácio - na parte central da "bola" - fica o Salão Dourado para Casamentos, chamado "Shamchyrag".
O Palácio abriga sete salas de banquetes, 36 lojas e dois cafés, fornecendo todos os itens necessários para serviços de casamento, incluindo lojas de vestidos, decorações, aluguel de carros, jóias étnicas, estúdio de fotografia, salão de beleza e um hotel com 22 quartos. O terceiro e quarto andares abrigam escritórios administrativos e uma biblioteca. Sob o edifício há um estacionamento fechado para 300 carros.